# Гуань
Гуань (кит. спр. 管, піньїнь: guǎn管, піньїнь: guǎn) — китайський дерев'яний духовий музичний інтрумент, різновид гобоя.

## Опис
Інструмент складається з циліндричного стовбура з 8 або 9 ігровими отворами. На півночі Китаю виготовляється з дерева, на півдні — іноді також з очерету або бамбука. В канал гуаня вставляється подвійна очеретяна тростина, яка у вузькій частині перев'язана дротом. На кінці інструмента, а іноді і між ігровими отворами надіваються олов'яні або мідні кільця. Загальна довжина гуаня коливається від 200 до 450 мм; великі інструменти мають латунний розтруб.
Довжина інструменту — 18-33 см. Звукоряд сучасної гуані хроматичний, діапазон es1—а3 (великий гуань) або as1—с4 (малий гуань). Використовується в ансамблях, оркестрах і соло.

## Історія
Інструмент має давнє походження. На позначках на магічних кістках XIV століття до н. е. вже зустрічаються згадки таких флейт, як янь і гуань; в пам'ятках класичної китайської літератури III—II століть до н. е.. (таких як «Чжоуські ритуали») зустрічаються згадки про ді і гуань.
У Китаї гуань досить поширений в Сіньцзян-Уйгурському автономному районі КНР. На півдні, в Гуандуні гуань також відомий як хоугуань (кит. 喉管).

### Білі
Традиційна китайська назва цього інструменту — білі (кит. трад. 筚篥, спр. 篳篥筚篥, спр. 篳篥); у традиційному написанні назва перейшла у корейську та японську мови.
Білі вважається попередником гуаня. Він потрапив в Китай з центральноазійської країни Куча до початку періоду правління династії Тан, близько V століття н. е.
Від гуаня (білі) походить японський інструмент хітірікі, який проник в японську культуру у VIII столітті. Білі виготовлявся з бамбука. Його довжина становила 15 см; він мав сім отворів для пальців і два для великих пальців. Білі став основним інструментів в придворних ансамблях при династії Тан (618—907). Пізніше потрапив до Японії (де його назва китайських ієрогліфів вимовлялося «хітірікі») і використовувався в гагаку.
У XIV столітті став популярний у храмовій музиці (разом з шен, ді та юнлуо) в супроводі ударних. Також став популярним і в народних ритуалах.

## Споріднені інструменти
- Хітірікі — старовинний духовий японський інструмент з групи гобоїв, нащадок гуаня.
- Сяо — традиційний китайський дерев'яний духовий інструмент.
- Пхірі — корейський інструмент.
- Піле — вʼєтнамський інструмент.
- Пі а — кхмерський інструмент.